# Ілаоа енд Тоомата
Футбольний клуб «Ілаоа енд Тоомата» (англ. Ilaoa and To'omata Soccer Club) — футбольний клуб з Американського Самоа з міста Паго-Паго, який виступає в Сеньйор Ліг ФФАС, вищому дивізіоні території. У 2022 році «Ілаоа енд Тоомата» стала чемпіоном Американського Самоа, і в 2023 році команда грала в Лізі чемпіонів ОФК, проте на кваліфікаційній стадії в матчах із клубами «Лупе о ле Соага» з Самоа та «Тупапа Мараеренга» зазнала поразок з великими рахунками 0-13 і 0-8, та вибула з подальшої боротьби.

## Титули і досягнення
- Чемпіон Американського Самоа (1): 2022